# Convolution Surface
Ein Convolution Surface (zu Deutsch Faltungsoberfläche) ist eine implizit dargestellte Oberfläche in der Computergraphik, die durch ein Kontrollskelett beschrieben wird. Bei diesem Kontrollskelett kann es sich um Punkte, Kanten oder Polygone handeln. Die Oberfläche umhüllt das Skelett und verbindet sich fließend an Stellen, wo Kontrollelemente aufeinanderstoßen.
Convolution Surfaces wurden 1991 von Jules Bloomenthal und Ken Shoemake als Erweiterung zu Jim Blinns Blobby Molecules und späteren Adaptionen davon, beispielsweise Metaballs, eingeführt.

## Definition
Bei Convolution Surfaces handelt es sich um eine Mischung aus Potential Surfaces und Distance Surfaces. Distance Surfaces beschreiben Oberflächen mit Hilfe von Funktionen, die von der Distanz zwischen Oberflächenpunkten und Kontrollpunkten abhängen. Potential Surfaces, wie Metaballs, werden durch die Summe von Feldfunktionen {\displaystyle f_{i}} gebildet:
{\displaystyle F(\mathbf {p} )=\sum _{i=1}^{N}f_{i}(\mathbf {p} )}
Mit Hilfe des Feldes {\displaystyle F(\mathbf {p} )} kann eine Isofläche erzeugt werden, eine Oberfläche, die alle Punkte {\displaystyle \mathbf {p} } einschließt, wo {\displaystyle \mathbf {p} } einem bestimmten Schwellwert entspricht.
Die Feldfunktion eines Convolution Surfaces besteht aus der Faltung einer Geometrie-Funktion (Skelett) und einem Kern, das entspricht einem Volumenintegral über den gesamten dreidimensionalen Raum.
{\displaystyle f(\mathbf {p} )=g(\mathbf {p} )\star h(\mathbf {p} )=\int _{R^{3}}g(\mathbf {r} )h(\mathbf {p} -\mathbf {r} )d\mathbf {r} }
Der Kern ist eine Funktion {\displaystyle R^{3}\rightarrow R}, die der Feldfunktion eines einzelnen Kontrollpunktes entspricht, etwa die Feldfunktion eines Metaballs. Der ursprünglich verwendete Kern entspricht einer Gauß-Funktion {\displaystyle h(r)=e^{(-a^{2}r^{2})}}, wobei {\displaystyle r} die Distanz von Punkt {\displaystyle \mathbf {p} } zum Kontrollpunkt ist.
Ein Convolution Surface, dessen Kontrollskelett nur aus Punkten besteht, ist ein Potential Surface.

## Anwendung
Convolution Surfaces werden bei der Visualisierung von Blutgefäßen verwendet.
Beim Sketch-based modeling, einer Modelliermethode, bei der 2D-Skizzen automatisch in 3D-Objekte umgewandelt werden, finden unter anderem auch Convolution Surfaces Anwendung.